# Dephomys eburneae
Dephomys eburneae là một loài động vật có vú trong họ Chuột, bộ Gặm nhấm. Loài này được Heim de Balsac & Bellier mô tả năm 1967.